# Deckfarbkasten
Ein Deckfarbkasten, auch als Deckfarben-Malkasten (umgangssprachlich Tuschkasten oder Schulmalkasten) bezeichnet, ist ein Malkasten, der wasserlösliche Deckfarben in Form von Farbtabletten enthält und unter anderem in der schulischen Unterrichtspraxis der Kunstpädagogik Verwendung findet.

## Farbtöne

Farbanordnung im Deckfarbkasten nach ÖNORM A 2140 sowie DIN 5023

Zweite Ebene eines Deckfarbkastens mit weiteren 12 Farben

In Österreich enthält ein Deckfarbkasten nach der ÖNORM A 2140 zwölf Farben, darunter die Primärfarben Gelb, Magentarot und Cyanblau sowie Orange, Zinnoberrot, Violett, Ultramarin, Blaugrün, Gelbgrün, Ockergelb, Gebrannte Siena, Schwarz und eine Tube Deckweiß.
Dieselbe Zusammenstellung wurde in Deutschland durch die DIN 5023 festgelegt. Sie wurde zum 31. August 2018 zurückgezogen, da u. a. das für die geforderten Blau-Farbtöne notwendige Ultramarin-Pigment zu einer Überschreitung zwischenzeitlich verschärfter Aluminiumgrenzwerte führen würde.
Als optionale zweite Palette mit weiteren 12 Farben ist gebräuchlich: Zitronengelb, Indischgelb, Fleischfarbe, Karminrot, Kobaltblau, Berliner Blau (auch Preußischblau), Türkisblau, Französisch Grün, Olivgrün, Ocker dunkel, Umbra und Grau.
Die DIN 5023 löste 1989 die damals über 30 Jahre alte DIN 5021 ab. Veränderungen gegenüber der vorherigen DIN 5021 waren das Hinzunehmen von Magenta, Cyan und Violett; ältere Deckfarbkästen hatten dafür Karminrot, Preußischblau und Umbra sowie eine andere Anordnung der Farben.

## Besondere Bedeutung der Primärfarben
Den Primärfarben Gelb, Magentarot und Cyanblau kommt eine besondere Bedeutung für den Kunstunterricht zu, da sich aus ihnen verschiedene Nuancen der Sekundärfarben Orange, Grün und Violett mischen lassen. Durch die Zugabe von Schwarz oder (Deck-)Weiß können die Farbtöne abgedunkelt oder aufgehellt werden. Auch die Farbenlehre nach Johannes Itten kann durch die drei Primärfarben nachempfunden und der Farbkreis nachgemalt werden.

## Weitere Ausstattung und Hinweise
Zusätzlich gehören Pinsel; in der Regel ein Haarpinsel oder Borstenhaarpinsel, ein Gefäß mit Wasser und ein Malblock mit einer geeigneten Papiersorte zur Grundausstattung beim Malen mit dem Deckfarbkasten. Viele Kästen enthalten bereits einen Pinsel und eine kleine Tube cremiges Deckweiß.
Im Gegensatz zu den zähen Ölfarben haben die wasserlöslichen Deckfarben eine dünnflüssigere Konsistenz, so dass sich exaktes Arbeiten schwieriger gestaltet.